# Gare d’Artenay
Gare d'Artenay – przystanek kolejowy w Artenay, w departamencie Loiret, w Regionie Centralnym, we Francji.
Jest przystankiem Société nationale des chemins de fer français (SNCF), obsługiwanym przez pociągi TER Centre.

## Położenie
Znajduje się na km 101,531 linii Paryż – Bordeaux, pomiędzy stacjami Château-Gaillard i Chevilly, na wysokości 123 m n.p.m.

## Linie kolejowe
- Paryż – Bordeaux